# ライコニク (路面電車車両)
ライコニク（ポーランド語: Lajkonik）は、ポーランド・クラクフの路面電車であるクラクフ市電で使用されている車両の愛称。スイスのシュタッドラー・レールが製造を手掛けた超低床電車で、2020年から営業運転に投入されている。

## 概要
2018年、シュタッドラー・レールのポーランドの子会社であるシュタッドラー・ポルスカ（Stadler Polska）は、ソラリスとコンソーシアムを組み、クラクフ市電を運営するクラクフ市交通会社との間に新型路面電車製造に関する契約を結んだ。これは老朽化した旧型電車の置き換えを目的としたもので、この契約に基づいてシュタッドラー・レールが開発したのが「ライコニク」である。
「ライコニク」は、シュタッドラー・レールが世界各地に展開する路面電車・ライトレール向け車両ブランドのタンゴ（Tango）の1形式で、全長33.4 m、幅2.4 mの片運転台式3車体連接車である。前後車体の動力台車、中間車体の付随台車は共に回転軸を有しており、台車上部の床上高さが高くなっているが、スロープを用いることで車内の段差を無くしている。これらの台車は独自のフレーム構造が採用されており、部品の摩耗や走行中の振動が軽減されている。また、充電池を用いて架線から電気が供給されていない状態でも最長3 kmの距離が走行する事が可能となっている。制動装置には回生ブレーキが用いられており、消費電力の削減が図られている。
車内には冷暖房双方に対応した空調装置（HVAC）やUSBポート、安全対策用の監視カメラ、音声やスクリーンを用いた情報案内装置が設置されている。また、前方車体には車椅子用のフリースペースと1人分の折り畳み座席が存在する。名称の由来となった、木馬に乗りタタール人の服や帽子を被る男というモチーフは、車体や座席など各所に描かれている。

側面図
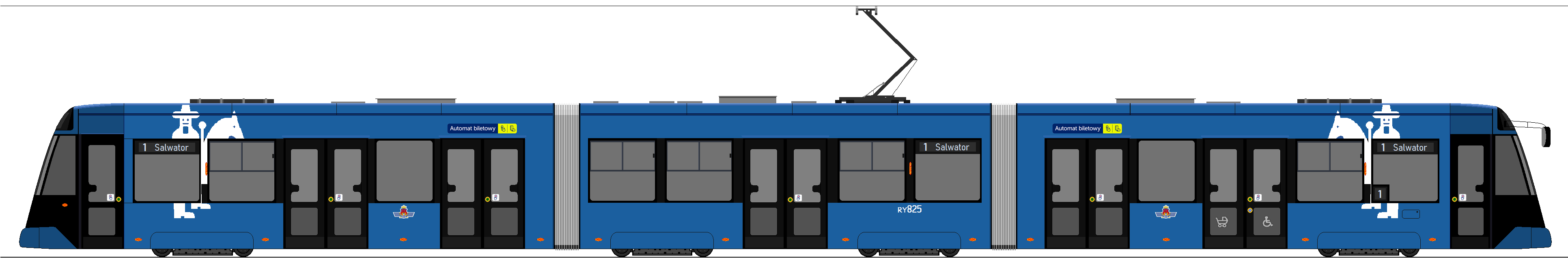

## 運用
2018年、最初に契約が結ばれたのは35両で、その際にオプション分として発注された15両についても翌2019年1月に正式な発注が行われた。これらの契約に基づいた車両は同年からクラクフ市電への納入が始まり、2020年6月18日から営業運転を開始している。
その後、更なる旧型車両、特にバリアフリーに不向きな高床式車両の完全置き換えを目的に、2020年に60両の追加発注が実施された。これらの車両は「ライコニク2（Lajkoniki II）」とも呼ばれ、車内のフリースペースの拡大を始めとした一部の設計変更が行われており、2022年から2023年にかけてクラクフ市電へ納入されている。この全110両の「ライコニク」のうち、80両はノワ・フタ車庫、30両はポドグジェ車庫に在籍する。

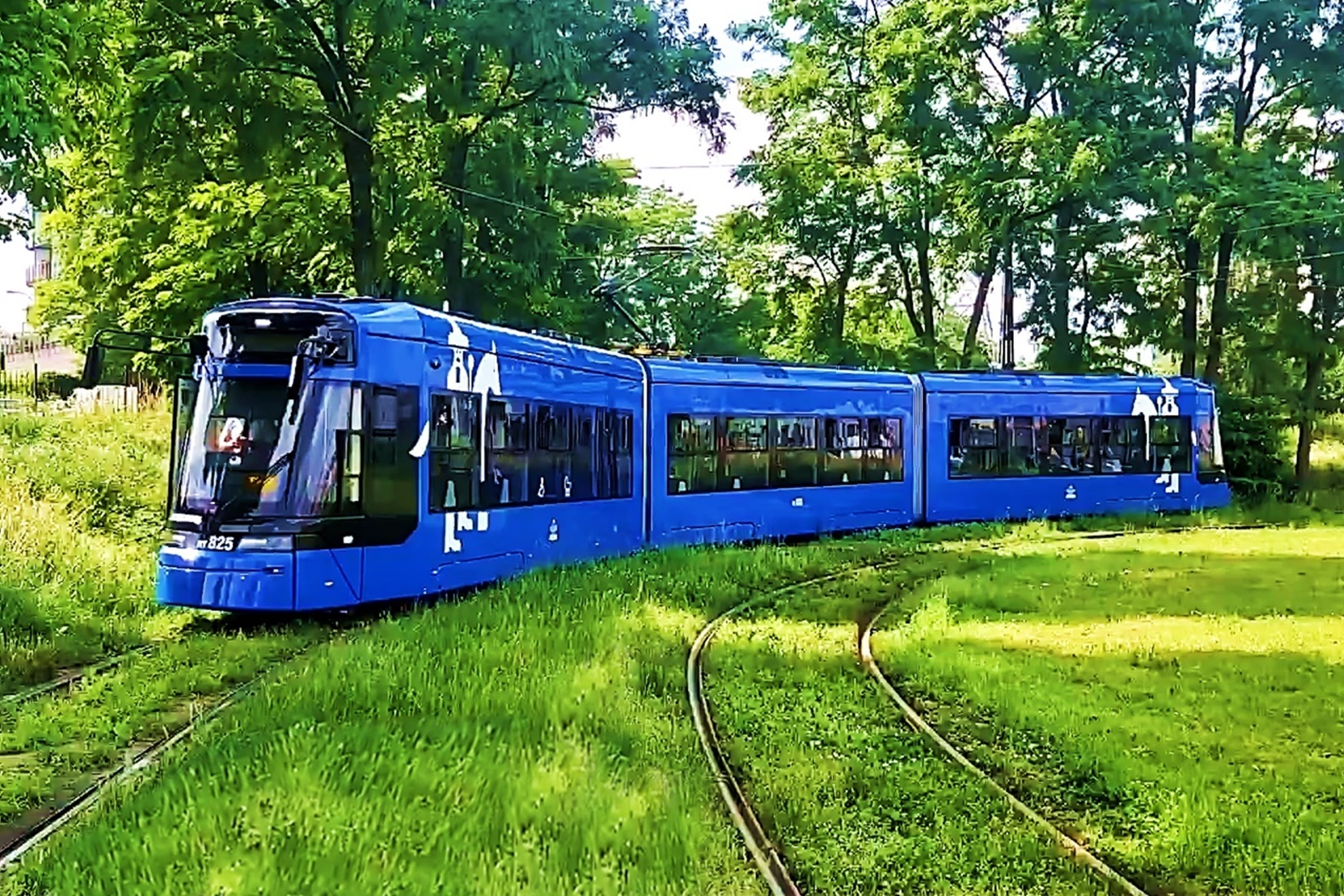
825（2020年撮影）
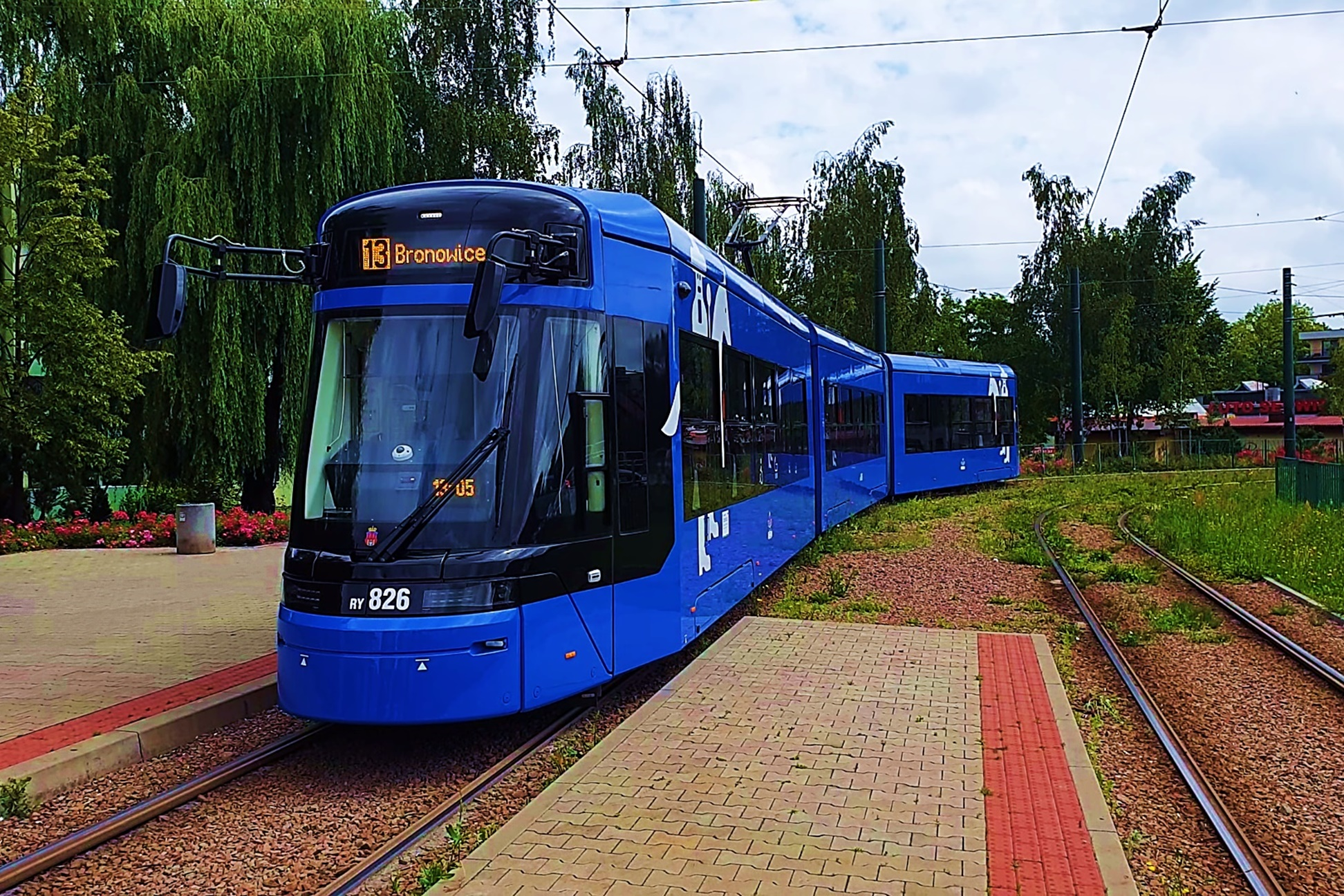
826（2020年撮影）
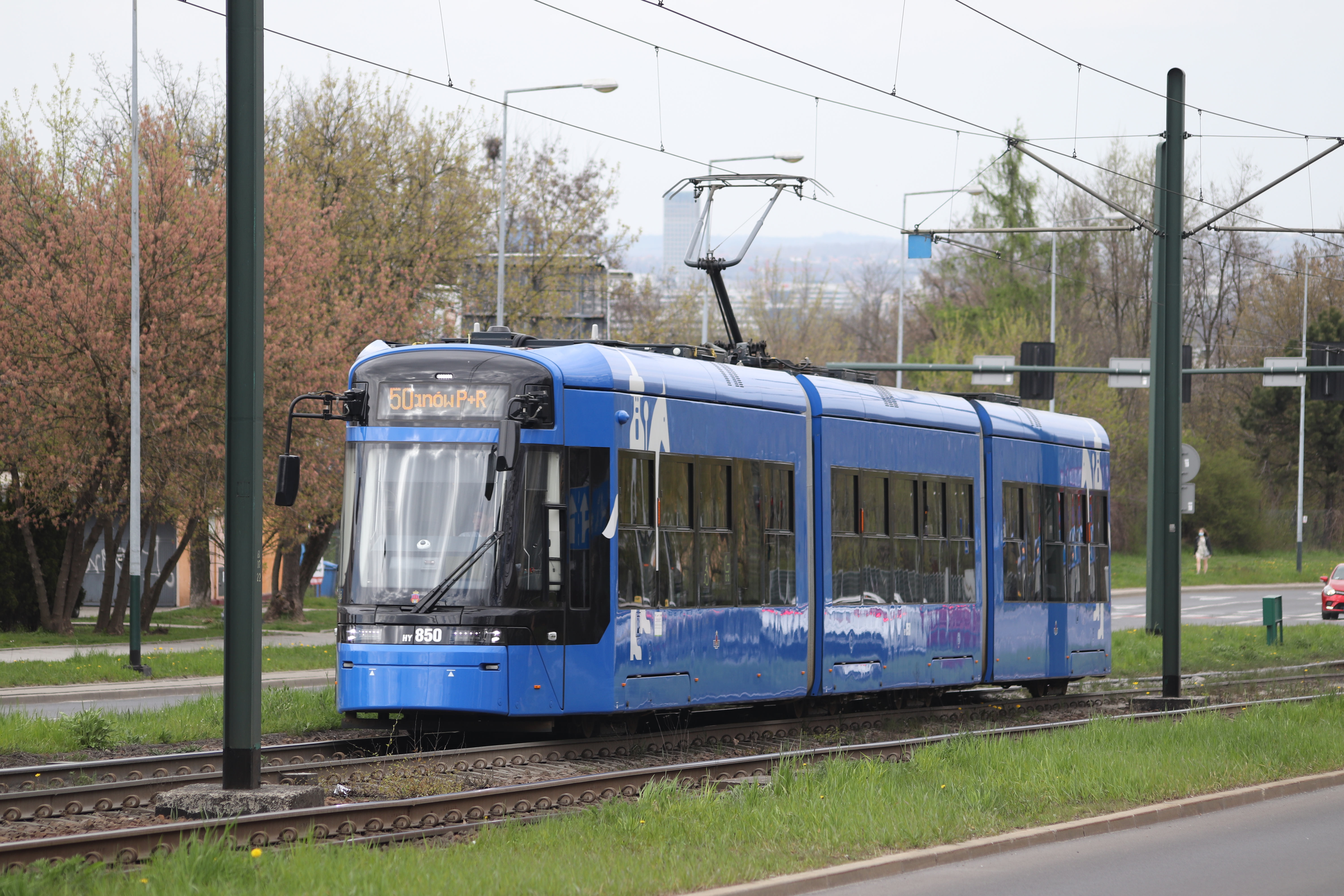
850（2021年撮影）